# Plimpton 322
Plimpton 322, és una tauleta d'argila babilònica datada del segle xviii aC. Aquesta tauleta està formada per quinze files i quatre columnes, escrites en xifres cuneïformes. La tauleta conté ternes pitagòriques, fet pel qual podem dir que és una joia de les matemàtiques babilònies.

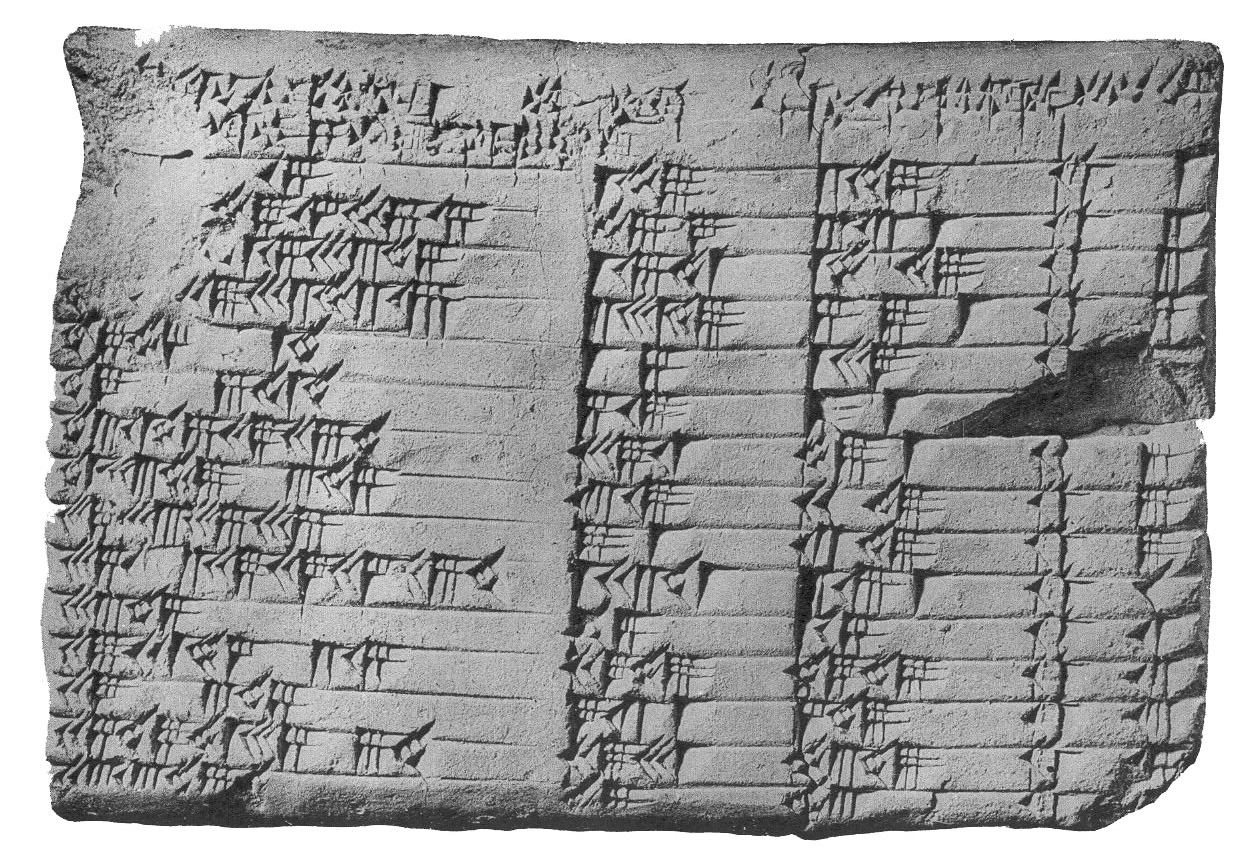
Plimpton 322

## Origen

### Nom i localització
La tauleta Plimpton 322 va ser trobada a Babilònia, també coneguda com a Mesopotàmia, data del segle xviii aC i fou trobada a l'antiga ciutat de Larsa, està parcialment trencada i fa 13 cm d'amplada, 9 cm d'alçada i 2 cm de gruix. L'editor George Arthur Plimpton va comprar la tauleta al distribuïdor arqueològic Edgar James Banks. La col·lecció de George Arthur Plimpton va ser enviada a la Universitat de Colúmbia, la tauleta rep aquest nom perquè té el número 322 de la col·lecció de GA Plimpton a la Universitat de Colúmbia.

### Babilonis i les seves xifres
Els babilonis van ser un poble que va viure en la regió que hi ha entre els rius Eufrates i Tigris. Primer van crear les xifres arcaiques, que van rebre aquest nom perquè eren les primeres, i es basava en un sistema de base 60 i additiu. Posteriorment van crear les xifres cuneïformes, aquestes són les que van fer servir en la majoria de les tauletes que es conserven, incloent-hi la Plimpton 322. Les xifres cuneïformes també era un sistema de base 60 i additiu. Els babilonis van inventar un símbol que els ajudava a expressar un nombre format amb una gran quantitat de xifres (xifres arcaiques o xifres cuneïformes) d'una forma més senzilla i curta, aquest símbol representava l'actual resta. Un exemple és el que es troba a una tauleta datada del s. XXVIII aC on podem trobar quatre vegades la xifra 600 (4·600=2.400) el símbol “menys” i quatre vegades les xifra 10 (4·10=40) per representar el nombre 2.360, d'aquesta forma només calia fer servir 8 xifres i el símbol “resta”, en canvi per expressar-ho sense aquest símbol calia ficar tres vegades la xifra 600, nou vegades la xifra 60 i dues la xifra 10, per tant calia ficar 14 xifres.
Els babilonis, a part de sumar (subjacent al sistema numèric) i restar també sabien multiplicar, es conserven tauletes on es troben taules de multiplicar com per exemple la taula del 52. També sabien dividir, usaven el reciproc, els quals també es troben en tauletes. A més també sabien resoldre equacions de primer, segon i inclús de tercer grau, aquestes últimes les resolien amb unes altres tauletes. A part també resolien sistemes d'equacions lineals i no lineals. També van calcular àrees i perímetres de quadrats, rectangles i triangles juntament amb l'àrea dels cercles i la circumferència, van donar una aproximació del nombre pi, i van calcular la diagonal d'un rectangle, arrels, arribant a aproximar √2 amb 5 decimals (tauleta YBC 7289) i el teorema de Pitàgores, mitjançant ternes pitagòriques com en la tauleta Plimpon 322. Finalment sabien calcular volums d'algunes figures geomètriques.
La numeració usada actualment per expressar els nombres expressats en xifres cuneïformes és la definida per O. Neugebauer.

## Contingut
La tauleta està formada per una taula de 15 files i 4 columnes. La tauleta està danyada per la part superior esquerra impedint veure els primers nombres de les primeres files de la primera columna. La tauleta sembla trencada per tot el costat esquerre fet pel qual fa pensar en el fet que tan sols sigui una part d'una taula més gran. Les xifres que formen la tauleta són les següents:
| I                        | II       | III         | IV |
| ------------------------ | -------- | ----------- | -- |
| (1;59,0,)15              | 1,59     | 2,49        | 1  |
| (1;56,56,)58,14,50,6,15  | 56,7     | 1,20,25 (*) | 2  |
| (1;55,7,)41,15,33,45     | 1,16,41  | 1,50,49     | 3  |
| (1;)5(3,1)0,29,32,52,16  | 3,31,41  | 5,9,1       | 4  |
| (1;)48,54,1,40           | 1,5      | 1,37        | 5  |
| (1;)47,6,41,40           | 5,19     | 8,1         | 6  |
| (1;)43,11,56,28,26,40    | 38,11    | 59,1        | 7  |
| (1;)41,33,59,3,45        | 13,19    | 20,49       | 8  |
| (1;)38,33,36,36          | 8,1 (*)  | 12,49       | 9  |
| 1;35,10,2,28,27,24,25,40 | 1,22,41  | 2,16,1      | 10 |
| 1;33,45                  | 45       | 1,15        | 11 |
| 1;29,21,54,2,15          | 27,59    | 48,49       | 12 |
| (1;)27,0,3,45            | 2,41 (*) | 4,49        | 13 |
| 1;25,48,51,35,6,40       | 29,31    | 53,49       | 14 |
| (1;)23,12,46,40          | 56       | 1,46 (*)    | 15 |

Els valors que hi ha entre parèntesis no es pot veure a la tauleta a causa del fet que la tauleta està trencada pel costat esquerre, aquests valors els va donar O. Neugebauer. Algun dels 1 inicials de la columna I estan mig conservats, el de la fila 14 està completament conservat. Neugebauer va veure que totes les columnes complien {\displaystyle I={\frac {III^{2}}{III^{2}-II^{2}}}} i d'aquesta forma va poder calcular els nombres que no es podien veure.
Aquesta taula té els valors que presenten un (*) arreglats, a la taula original en el lloc 2-III en lloc del 1,20,25 trobem 3,12,1. Al 9-II en lloc de 8,1 trobem 9,1, al 13-II en lloc de 2,41 trobem 7,12,1 i finalment al 15-III en lloc d'1,46 trobem 53. Aquests canvis s'han efectuat perquè els altres nombres podrien deures a un error de càlcul quan es va fer la taula. A la taula tampoc trobem cap 0, ja que els babilonis no l'escrivien.
A la part superior de la tauleta, sobre de cada columna s'hi troben unes paraules, Neugebauer les va traduir de la següent forma. Sobre de la primera columna es troba la paraula diagonal però no va poder desxifrar les altres paraules, sobre de la segona posa nombres solució de l'amplada, sobre de la tercera nombres solució de la diagonal i sobre de l'última els seus nombres.

## Interpretació del contingut

### Pitagòrica
Els nombres de la columna IV són simplement el nombre de fila, és a dir, van de l'1 al 15. Ara fixem-nos en les columnes II i III, en aquestes es pot veure que en tots els 15 casos es compleix que {\displaystyle III^{2}-II^{2}=q^{2}}, és a dir, la resta dels quadrats dels valors d'aquestes columnes és un quadrat perfecte, per tant, són dos dels elements d'una terna pitagòrica. Per aquest fet cal suposar que els babilonis sabien com generar aquests nombres. La forma de generar-los és:
{\displaystyle III=m^{2}+n^{2}}
{\displaystyle II=m^{2}-n^{2}}
{\displaystyle q=2\cdot m\cdot n}
i si es comproven totes les files de la tauleta, trobem que estan generades amb els següents valors de m i n.
| IV | m   | n  |
| -- | --- | -- |
| 1  | 12  | 5  |
| 2  | 64  | 27 |
| 3  | 75  | 32 |
| 4  | 125 | 54 |
| 5  | 9   | 4  |
| 6  | 20  | 9  |
| 7  | 54  | 25 |
| 8  | 32  | 15 |
| 9  | 25  | 12 |
| 10 | 81  | 40 |
| 11 | 2   | 1  |
| 12 | 48  | 25 |
| 13 | 15  | 8  |
| 14 | 50  | 27 |
| 15 | 9   | 6  |

Molts dels historiadors i matemàtics que han estudiat la tauleta han donat una visió trigonomètrica del contingut, suposem un triangle rectangle, aleshores els valors de la columna III seria la hipotenusa i el valor de la columna II seria el catet curt del triangle, l'altre catet q és trivial calcular-lo amb les fórmules i la taula anterior.
Aquests creuen que la primera columna equival al valor de calcular {\displaystyle {\frac {III^{2}}{q^{2}}}}, és a dir, la secant al quadrat de l'angle que formen III i q. Si calculem aquests angles, veiem que els angles són tots menors que 45 graus i majors que 30 tots ells en ordre descendent. A continuació hi ha una taula amb els valors de la tauleta, la m i la n que s'utilitzen per formar les ternes pitagòriques, el valor de q i l'angle.
| I                        | II      | III     | IV | m   | n  | q      | α          |
| ------------------------ | ------- | ------- | -- | --- | -- | ------ | ---------- |
| 1;59,0,15                | 1,59    | 2,49    | 1  | 12  | 5  | 2,0    | 44º 45' 36 |
| 1;56,56,58,14,50,6,15    | 56,7    | 1,20,25 | 2  | 64  | 27 | 57,36  | 44º 15' 9  |
| 1;55,7,41,15,33,45       | 1,16,41 | 1,50,49 | 3  | 75  | 32 | 1,20,0 | 43º 47' 14 |
| 1;53,10,29,32,52,16      | 3,31,41 | 5,9,1   | 4  | 125 | 54 | 3,45,0 | 43º 16' 16 |
| 1;48,54,1,40             | 1,5     | 1,37    | 5  | 9   | 4  | 1,12   | 42º 4' 30  |
| 1;47,6,41,40             | 5,19    | 8,1     | 6  | 20  | 9  | 6,0    | 41º 31' 40 |
| 1;43,11,56,28,26,40      | 38,11   | 59,1    | 7  | 54  | 25 | 45,0   | 40º 18' 54 |
| 1;41,33,59,3,45          | 13,19   | 20,49   | 8  | 32  | 15 | 16,0   | 39º 46' 13 |
| 1;38,33,36,36            | 8,1     | 12,49   | 9  | 25  | 12 | 10,0   | 38º 43' 4  |
| 1;35,10,2,28,27,24,25,40 | 1,22,41 | 2,16,1  | 10 | 81  | 40 | 1,48,0 | 37º 26' 13 |
| 1;33,45                  | 45      | 1,15    | 11 | 2   | 1  | 1,0    | 36º 52' 11 |
| 1;29,21,54,2,15          | 27,59   | 48,49   | 12 | 48  | 25 | 40,0   | 34º 58' 33 |
| 1;27,0,3,45              | 2,41    | 4,49    | 13 | 15  | 8  | 4,0    | 33º 51' 18 |
| 1;25,48,51,35,6,40       | 29,31   | 53,49   | 14 | 50  | 27 | 45,0   | 33º 15' 42 |
| 1;23,12,46,40            | 56      | 1,46    | 15 | 9   | 6  | 1,30   | 31º 53' 26 |

Si ens fixem en les ternes pitagòriques que apareixen en la taula ens sorprendrà veure que hi ha ternes pitagòriques més senzilles que no apareixen com per exemple la 3, 4, 5 o la 5, 12, 13. Malgrat no aparèixer aquestes la terna més petita que apareix és la 45, 60, 75 que està a la fila 11, aquesta terna és 15·(3, 4, 5).
E. C. Zeeman va observar que si feien servir les fórmules anteriors per calcular les ternes pitagòriques, només hi ha 16 d'aquestes que compleixen:
- n≤60
- 30º≤α≤45°
- {\displaystyle \tan ^{2}\alpha ={\frac {q^{2}}{II^{2}}}} tenint un desenvolupament sexagesimal finit

i si observem amb atenció la taula anterior, podem veure que 15 dels 16 que compleixen les condicions de Zeeman són els de la tauleta Plimpton 322.
R. C. Buck, també creia que els babilonis havien creat les ternes pitagòriques utilitzant les fórmules anteriors, però a diferència del que exposen O. Neugebauer i A. J. Sachs, no creu que la primera columna sigui el resultat de calcular {\displaystyle {\frac {III^{2}}{q^{2}}}} sinó el de calcular {\displaystyle {\frac {II^{2}}{q^{2}}}} que com es veu a la següent taula coincideix amb els elements de la columna I, sense tenir en compte els 1 de l'inici que va posar Neugebauer quan la va estudiar, ja que no es podien veure les xifres de l'inici.
| IV | {\displaystyle {\frac {II^{2}}{q^{2}}}} |
| -- | --------------------------------------- |
| 1  | 59,0,15                                 |
| 2  | 56,56,58,14,50,6,15                     |
| 3  | 55,7,41,15,33,45                        |
| 4  | 53,10,29,62,52,16                       |
| 5  | 48,54,1,40                              |
| 6  | 47,6,41,40                              |
| 7  | 43,11,56,28,26,40                       |
| 8  | 41,33,59,3,45                           |
| 9  | 38,33,36,36                             |
| 10 | 35,10,2,28,27,24,25,40                  |
| 11 | 33,45                                   |
| 12 | 29,21,54,2,15                           |
| 13 | 27,0,3,45                               |
| 14 | 25,48,51,35,6,40                        |
| 15 | 23,12,46,40                             |

Buck diu que els valors de la tauleta són aquest i demostra que és equivalent al proposat per Neugebauer traient l'1 de l'inici que va posar ell mateix en estudiar-la.
{\displaystyle ({\frac {III}{q}})^{2}={\frac {II^{2}+q^{2}}{q^{2}}}=({\frac {II}{q}})^{2}+1}

### Algebraica
Hi ha altres historiadors i matemàtics que no creuen que la tauleta Plimpton 322 sigui una taula relacionada amb la trigonometria. N'és un exemple G. G. Joseph que diu que aquesta interpretació és una mica fantasiosa referint-se a la connexió entre la columna I i la funció secant.
Un altre exemple és T. G. Exarchakos que també creu que la tauleta no té relació amb la trigonometria, Exarchakos diu que la tauleta està relacionada amb la resolució d'equacions quadràtiques i que no té res a veure amb les ternes pitagòriques.

... demostrant que en aquesta tauleta no hi ha cap evidència
de què els babilonis coneguessin el teorema de Pitàgores
ni les ternes pitagòriques.

E. Robson, prenent com a exemple la tauleta YBC 6967 que va ser trobada per la mateixa zona i data del mateix període, diu que possiblement la tauleta fos escrita per un mestre i que el contingut no sigui res més que uns exercicis.

## Enllaços i llibres
- Plimpton 322 [en línia]. Clark: David E. Joyce, 1995. Disponible a: http://aleph0.clarku.edu/~djoyce/mathhist/plimpnote.html
- Pythagoras's theorem in Babylonian mathematics [en línia]. J.J. O'Connor i E.F. Robertson, 2000. Disponible a: http://www-history.mcs.st-and.ac.uk/HistTopics/Babylonian_Pythagoras.html
- LA TABLILLA PLIMPTON: La resolución del Teorema de Pitágoras antes de Pitágoras [en línia]. Madrid: Dr. Ana Mª Vézquez Hoys, 2007. Disponible a: http://www.uned.es/geo-1-historia-antigua-universal/ASIRIA/BABILONIA/PLIMTOM%20322.htm%5BEnllaç+no+actiu%5D
- Plimpton 322 [en línia]. Disponible a: Plimpton 322
- Història de les Matemàtiques [en línia]. Disponible a: http://blocs.xtec.cat/historiamatematica/category/matematica-egipcia-i-babilonica/tauletes-babiloniques/
- Babylonian mathematics [en línia]. UK: 2011. Disponible a: http://www.open.edu/openlearn/science-maths-technology/mathematics-and-statistics/mathematics/babylonian-mathematics/content-section-1.4.1 Arxivat 2016-03-03 a Wayback Machine.
- Neugebauer, Otto. The Exact Sciences in Antiquity. 2ª ed. New York: Dover Publications, Inc. 1969.
- Neugebauer, Otto; Sachs, Abraham. Mathematical Cuneiform Texts. American Oriental Series, vol. 29, New Haven: American Oriental Society, 1945.
- Dorce i Polo, Carlos. Història de la matemàtica: Des de Mesopotamia al Renaixement. Barcelona: UBe, 2013.
- Exarchakos, Theodoros G. Babylonian Mathematics and Pythagorean Triads. Bulletin of the Greek Mathematical Society vol. 36, Athens: Bulletin of the Greek Mathematical Society, 1995.
- Boyer, Carl B. A History of Mathematics. 2ª ed. Brooklyn: John Wiley & Sons, Inc., 1991
- Gheverghese, Joseph G. The Crest of the Peacock. 3ª ed. New Jersey: Princeton University Press, 2010.
- Creighton Buck, Robert. Sherlock Holmes in Babylon. The American Mathematical Monthly, vol 87, The American Mathematical Monthly, 1980.
- Benito Muñoz, Manuel. Algunos Problemas Diofanticos. [tesis doctoral] La Rioja: Universidad de La Rioja Servicio de Publicaciones, 2004.
- Kirby, Laurence. Plimpton 322: The Ancient Roots of Moderns Mathematics [gravació en vídeo]. New York: Baruch College, 2011. Video documental: 33 min.